# 西北区抗日民主政府旧址
西北区抗日民主政府旧址，位于中国广东省湛江市遂溪县界炮镇山家村，为遂溪县的一个县级文物保护单位，类型为近现代重要史迹及代表性建筑，公布时间为2002年1月7日。
西北区抗日民主政府旧址的历史年代为现代。